# The Panama Deception
The Panama Deception ist ein US-amerikanischer Dokumentarfilm von 1992. Er thematisiert aus einer dezidiert linksliberalen Perspektive die US-Invasion in Panama (Operation Just Cause) von 1989. Insbesondere kritisierten die Filmemacher Trent und Kasper die „totale Kollaboration“ der US-amerikanischen Presse und des Fernsehens mit der Regierung George H. W. Bushs. Obwohl der Film 1993 einen Oscar für Dokumentarfilme erhielt, wurde er in der Bundesrepublik Deutschland offenbar weder aufgeführt, noch im Fernsehen ausgestrahlt.

## Handlung
Der Film ist eine Montage aus historischem und zeitgenössischem Filmmaterial sowie Interviews mit Vertretern des Pentagon, der US Army, insbesondere General Maxwell R. Thurman, zum Zeitpunkt der Invasion Kommandeur von SOUTHCOM, panamaischen Bürgern sowie US-amerikanischen Journalisten und Politikwissenschaftlern.
Im ersten Teil des Films werden die Beziehungen zwischen Panama und den USA seit der Staatsgründung 1903 als Akt amerikanischer Kanonenbootpolitik thematisiert. Die kolumbianische Provinz wurde in ein de facto Protektorat der USA umgewandelt, wobei die Panamakanalzone als Pachtgebiet den Charakter einer direkt verwalteten Kolonie erhielt. Nach der Interpretation der Filmemacher war die Konstruktion Panamas ein Akt imperialistischer amerikanischer Politik im Kontext der Big stick policy von Theodore Roosevelt.
Im zweiten Teil des Films hinterfragen Trent und Kasper die von der Regierung Bush behaupteten Ziele der Invasion. Offizielles Ziel war die Festnahme von Manuel Noriega, der in den USA wegen Drogenhandels angeklagt war. Dabei weisen die Filmautoren auf die enge Verknüpfung zwischen dem Drogentransfer von Kolumbien in die USA, die Unterstützung der nicaraguanischen Contras durch die CIA und Noriega und die Teilfinanzierung des Contra-Kriegs durch Drogengelder hin. Auch werden die Rolle Oliver Norths in der Iran-Contra-Affäre und seine Verbindungen zu Noriega thematisiert. Nach Angaben von Peter Kornbluh waren die Informationen Noriegas für die CIA wichtiger als dessen Aktivitäten im Drogenhandel.
Trent und Kasper behaupten, die Festnahme Noriegas sei nur ein Vorwand gewesen. Tatsächlich habe sich der Drogenexport aus Panama in die USA nach 1989 noch verstärkt. Eigentliches Ziel der Invasion sei die Vernichtung der panamaischen Streitkräfte, der Fuerzas de Defensa de Panamá (Englisch: Panamanian Defence Forces = PDF) gewesen. Damit sollten die Torrijos-Carter-Verträge von 1977 ausgehebelt werden, die Panama mit Ablauf des Jahres 1999 die Übernahme des Panamakanals zusicherten; allerdings nur unter der Bedingung, dass Panama auch in der Lage sei, den Kanal selbst zu verteidigen, was ohne eigene Streitkräfte nicht möglich sei.
Weiterhin bezweifeln die Autoren die vom Pentagon und den US-amerikanischen Medien veröffentlichten Opferzahlen von gut 400 Personen; tatsächlich seien mehrere tausend Menschen als Folge der Kampfhandlungen umgekommen. Außerdem habe die Invasion dem Völkerrecht widersprochen. Zivilisten seien in ihren Pkw von Panzern überrollt und gefangene PDF-Angehörige im Balboa Concentration Camp ohne Gerichtsverfahren erschossen worden.

## Produktionshintergrund
Kasper und Trent hatten bereits mit ihren Dokumentarfilmen Destination Nicaragua (1986) und Cover Up: The Iran-Contra-Affair (1988) über den Contra-Krieg recherchiert. Zur Unterstützung für ihren neuen Film gewannen sie als Rechercheberater u. a.  Peter Dale Scott, David MacMichael, Doug Vaughan, Mark Hertsgaard und Peter Kornbluh.

## Rezeption
Bei der Oscarverleihung 1993 erhielt The Panama Deception den Oscar für den Dokumentarfilm (Langfilm). Die Präsentation übernahmen Tom Hanks und Denzel Washington.

## Überlieferung
2007 erschien eine DVD-Edition. Als Bonusmaterial finden sich dort mehrere Interviews mit Trent, Kasper und anderen Beteiligten der Produktion.